# Lotte Beese
Charlotte Ida Anna «Lotte» Stam-Beese (Reisicht, Silèsia, Alemanya –ara Rokitki, Polònia–, 28 de gener de 1903 - Krimpen, Països Baixos, 18 de novembre de 1988) va ser una arquitecta, fotògrafa i urbanista alemanya-holandesa, formada a l'escola Bauhaus, que va ajudar a la reconstrucció de Rotterdam després de la Segona Guerra Mundial.

## Biografia
Abans de començar la seva carrera com a arquitecta, Beese va ser una fotògrafa d'èxit. Tot i que només va treballar amb aquest mitjà professionalment durant un curt període, de 1926 a 1930, la seva obra va tenir un impacte molt considerable i ara es conserva a les col·leccions del Museu d'Art Modern de Nova York, els Museus d'Art de Harvard, el Museu J. Paul Getty, el Museu de Belles Arts de Houston i el Museu d'Art del Comtat de Los Angeles.
De jove havia trobat feina com a teixidora a Dresden i allà havia sentit parlar de l'escola Bauhaus. De 1926 a 1928 va assistir a l'escola Bauhaus de Dessau. En els anys següents del període d'entreguerres va treballar a Berlín, Moscou, Ucraïna, Brno i Amsterdam.
De 1946 a 1968, Beese va treballar com a arquitecta urbanista, i més tard com a arquitecta en cap, per a l'Agència de Desenvolupament Urbà i Reconstrucció de Rotterdam, una ciutat que havia estat fortament bombardejada el 1940 durant la Segona Guerra Mundial.

## Formació i activitat professional

### Escola Bauhaus

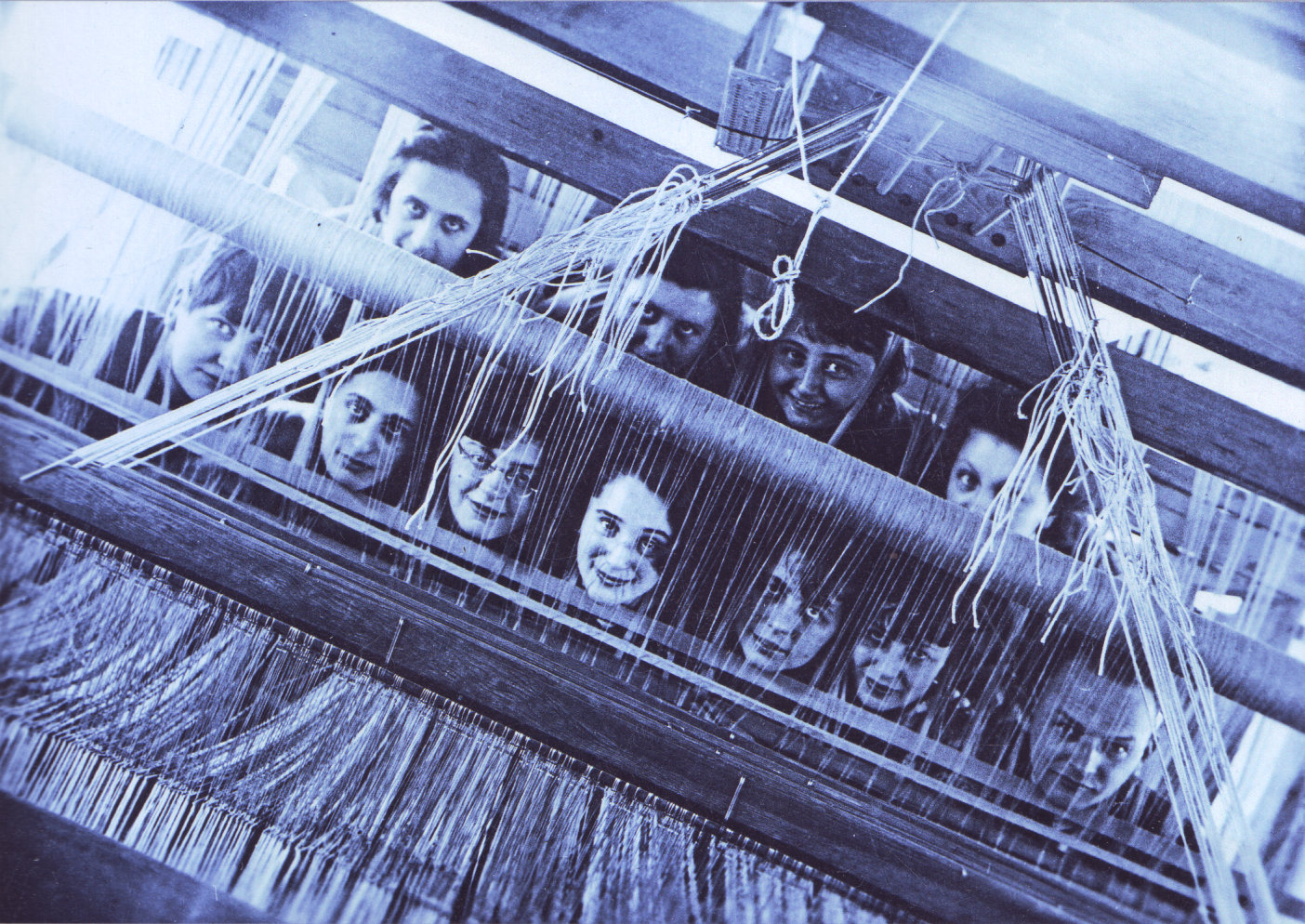
El grup d'alumnes de la classe de teixit a la Bauhaus Dessau

A partir de 1926 va assistir a l'escola Bauhaus, on va estudiar amb Josef Albers, Wassily Kandinsky, Gunta Stölzl i Joost Schmidt. Inicialment es va matricular per estudiar l'assignatura de teixit, considerada més «femenina», però més tard va ser acceptada en un curs d'arquitectura amb Hannes Meyer, primer, i amb Hans Wittwer, després; esdevenia així la primera dona a estudiar al departament de construcció de la Bauhaus Dessau.
Beese va començar una relació amb Meyer, director de la Bauhaus i un home casat amb dos fills. Malgrat el clima liberal de l'escola, l'afer no va ser aprovat, i el desembre de 1928, Beese va abandonar la Bauhaus.

### Oficina a Berlín, Moscou, Ucraïna, Brno i Amsterdam
Tot seguit va començar a treballar a l'estudi de Meyer i Wittwers, que funcionava de manera similar als tallers proposats a la Bauhaus, on es va fer càrrec de dos projectes: un concurs per a un sanatori per a malalts de tuberculosi a Harzgerode i el concurs premiat del complex educatiu per a l'ADGB a Bernau, que es va construir el 1930, per al qual ella va desenvolupar principalment l'última fase del conjunt, que eren les cases per a mestres.
Va tornar a Brno, per continuar la seva feina al despatx d'arquitectura de Bohuslav Fuchs, i va donar a llum el seu fill, Peter. Beese va haver de portar Fuchs als jutjats perquè, tal com revela la correspondència amb un advocat, es va negar a pagar l'abonament necessari pels tres mesos de permís de maternitat.
Entre 1929 i 1933 Lotte Stam-Beese va viure en diferents ciutats: Dessau, Viena, Berlín, Brno, Praga, Moscou i finalment a Khàrkiv. A cada ciutat va estar en contacte amb els grups d'arquitectes moderns i va exercir treballs en diferents estudis de reconeguts arquitectes. El 1933, a Khàrkiv, es va retrobar amb l'arquitecte holandès Mart Stam, de qui havia estat companya el 1928 a les classes d'urbanisme de la Bauhaus.
En aquells anys ella va passar a formar part de l'equip de Margarete Schutte-Lihotzky i va començar una relació amorosa amb Stam; poc després van decidir casar-se i traslladar-se als Països Baixos el 1934.
A Amsterdam, la parella va fundar la seva pròpia empresa, Stam en Beese Architecten, i el 1935 van tenir una filla, Ariane. Ràpidament van formar part dels cercles d'avantguarda, incloent el grup de redacció de les revistes 8 i Opbouw, en les quals Lotte Stam-Beese escrivia regularment. Els seus articles analitzaven diversos temes, com ara l'art neerlandès, la cultura del treball a la Bauhaus, la importància social del cartell i la foto, la construcció d'escoles a Rússia, la necessitat de cases de colònies infantils per a una educació saludable i en relació amb la naturalesa...
A causa de la seva sortida anticipada de la Bauhaus, mai havia rebut un diploma. Això li dificultava exercir com a arquitecta als Països Baixos, perquè en aquells mesos el sindicat a l'Associació d'Arquitectes Holandesos estava decidit a acomiadar els no graduats del món professional abans de finals d'any, el 1940.
Als 37 anys, doncs, va ser admesa per començar un grau en arquitectura al VHBO d'Amsterdam, a causa de la seva experiència prèvia única. Al 1943 es divorciaria. Es va graduar el 1945.

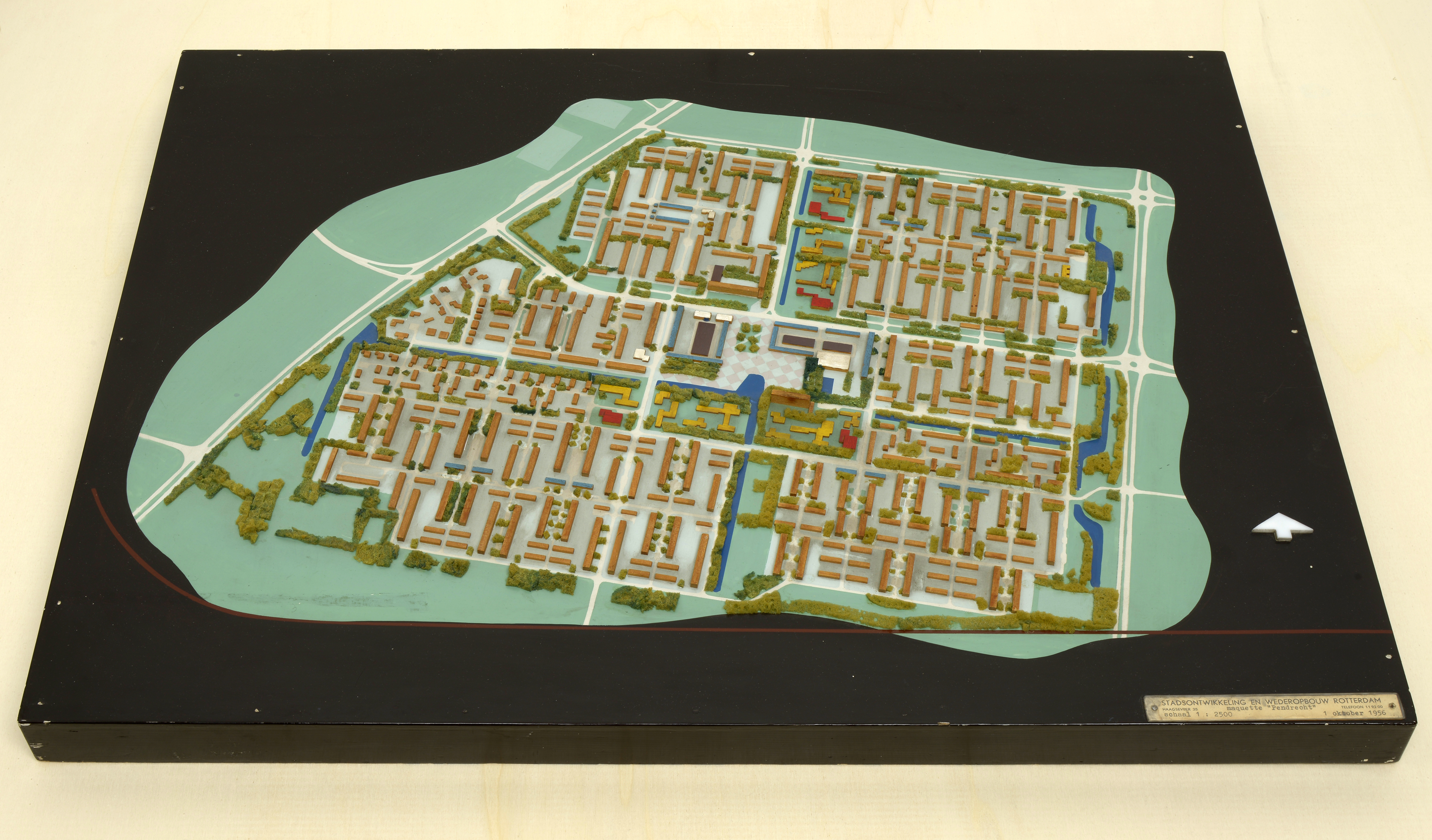
Maqueta de Pendrecht, escala 12500

### Agència per al Desenvolupament Urbà i la Reconstrucció de Rotterdam, 1946–1948

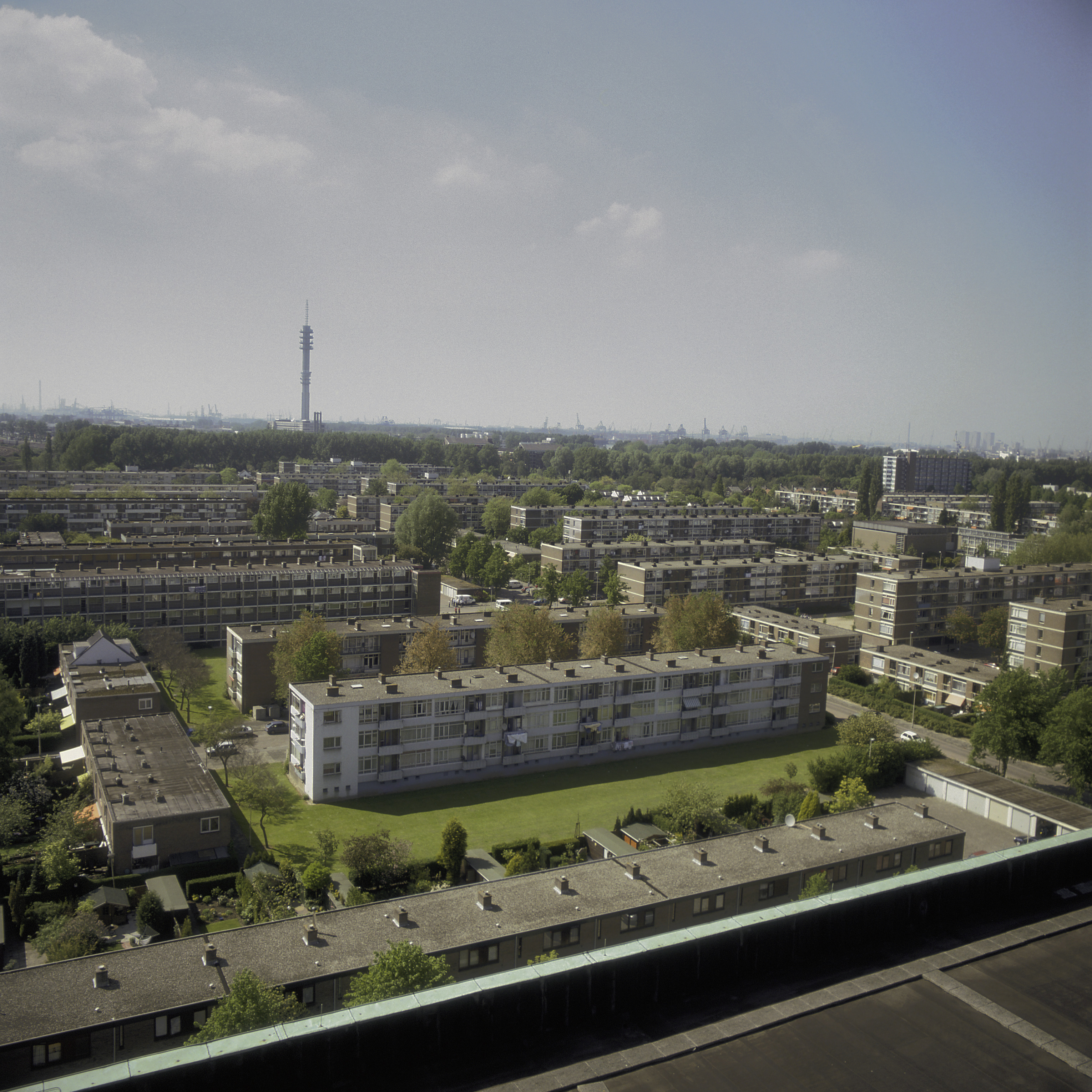
Pendrecht, Rotterdam.

Dos mesos després d'obtenir el títol, Stam-Beese es va traslladar a Rotterdam, i poc després va iniciar la seva activitat al Departament d'Urbanisme, on va ser la directora entre el 1946 i el 1968, any en què es va retirar.
A l'Agència de Desenvolupament Urbà i Reconstrucció de Rotterdam Beese dissenyà amb un estil funcionalista, influït per les ideologies urbanístiques de l'associació CIAM, en diversos districtes d'habitatges socials de la ciutat, com ara els següents:
- Kleinpolder (1946–1952),
- Pendrecht (1948-1952),
- Westpunt in Hoogvliet (1956–1957),
- het Lage Land (1961–1962) i
- Alexanderpolder/Ommoord (1957–1971).[6]

### Conceptes urbanístics
Va incloure el concepte de «barri» (wijkgedachte) i el d'«unitat residencial» (wooneenheid) al seu pla de Pendrecht, la seva contribució arquitectònica més significativa.
El 1948, a través del projecte de Pendrecht, va definir el barri com una extensió de la ciutat i no com a comunitat suburbial i aïllada. Per a ella, el projecte de ciutat era el resultat d'una comunitat i no pas d'un individu, i que en tot cas el paper de l'urbanista o planificador és saber interpretar-lo i avançar les estratègies perquè la societat s'hi vegi representada. El barri és part de la ciutat, sense solució de continuïtat; aquesta posició la situa oposada de les idees defensades per la Comissió Bos de la ciutat-jardí urbana, que advocava per barris autònoms connectats per eixos comercials i d'equipaments.

## Reconeixements
El 1968 va rebre la Medalla Wolfert van Borselen pels seus serveis. L'any següents va ser nomenada Cavaller de l'Orde d'Orange-Nassau. Un carrer de la ciutat de Rotterdam porta el seu nom.